# Родригес де Гевара, Клаудия
Клаудия Хуана Родригес де Гевара (исп. Claudia Rodríguez de Guevara; род. 1980 или 1981) — сальвадорский бухгалтер, назначенная президентом и исполняющая обязанности президента Сальвадора с 1 декабря 2023 по 31 мая 2024 года. Она приступила к президентским полномочиям и обязанностям после того, как Законодательная ассамблея предоставила президенту Найибу Букеле отпуск, чтобы сосредоточиться на его кампании по переизбранию в 2024 году, которая по мнению юристов-конституционалистов, нарушает конституцию страны.
Родригес занимала должность финансового менеджера Букеле как до, так и во время его президентства с 2019 по 2023 год. В 2021 году Родригес была назначена директором по муниципальным работам, а в 2022 году она была назначена личным секретарём Букеле. 30 ноября 2023 года, после предоставления Букеле и вице-президенту Феликсу Уллоа отпуска для участия в переизбрании на выборах 2024 года, Законодательная ассамблея выбрала Родригес в качестве назначенного президента, должность, которую она заняла на следующий день. Её назначение на пост президента для принятия президентских обязанностей и полномочий подверглось критике со стороны юристов как неконституционное.

## Ранний период жизни
Родилась в 1980 или 1981 году.
Родригес училась в христианском колледже преподобного Хосе Саберлио Понсе и Национальном институте генерала Франсиско Морасана. Позже она пять семестров училась в университете Франсиско Гавидиа, хотя и не окончила его. Она также прошла курс обучения в Корпорации бухгалтеров Сальвадора.
Ранее Родригес работала менеджером по проведению торгов и выставлению счетов в Servicios Quirúrgicos de El Salvador, S.A. de C.V., финансовым менеджером в Obermet, S.A. de C.V., компании, принадлежащей семье Букеле, и вспомогательным бухгалтером в Tire Center, S.A. de C.V. В 2011 году, она основала компанию, которая была дочерней компанией Alba Petróleos, которая сама была дочерней компанией PDVSA, венесуэльской нефтяной компании. В том году она также была юридическим представителем MOV-I, S.A. de C.V. С 2011 по 2018 год она была президентом NRA, S.A. de C.V.

## Бухгалтерская карьера
С 2012 по 2015 год она занимала должность финансового менеджера в муниципалитете Нуэво-Кускатлан, в то время как Найиб Букеле был его мэром. Она занимала должность муниципального казначея Сан-Сальвадора, в то время как Букеле был его мэром с 2015 по 2018 год. В августе 2018 года она была назначена финансовым менеджером Nuevas Ideas, политической партии, основанной Букеле в 2017 году; она является членом Nuevas Ideas. В декабре 2023 года журнал Gato Encerrado утверждал, что она получила чеки на 1,2 миллиона долларов США от мэрии Сан-Сальвадора во время пребывания Букеле на посту мэра Сан-Сальвадора.
Родригес продолжила свою работу в качестве финансового менеджера во время президентства Букеле, начиная с июня 2019 года. В ноябре 2022 года Родригес стала директором Комитета по чрезвычайным ситуациям и курировала выделение 2 миллиардов долларов США средств на борьбу с пандемией COVID-19. 25 ноября 2021 года Букеле назначил её председателем совета директоров недавно созданного Управления муниципальных работ. 17 марта 2022 года Букеле назначил Родригес своим личным секретарём. Она сменила Эрнесто Кастро, который ранее вступил в должность председателя Законодательной ассамблеи. 21 апреля 2023 года Букеле назначил Родригес представителем совета директоров Фонда сохранения дорог. Родригес также ранее занимала должность координатора FANTEL-Dalton после отставки Каролины Ресинос.

## Президентское назначение
30 ноября 2023 года Законодательная ассамблея избрала Родригес назначенным президентом после предоставления Букеле отпуска, чтобы он мог сосредоточиться на его кампании по переизбранию в 2024 году, которую многие политики и юристы-конституционалисты считают незаконной и неконституционной. Несмотря на то, что она приняла на себя президентские полномочия и обязанности, она не вступала в должность президента как таковую; её официальный титул — «Назначенный президент Республики, ответственный за управление» («Designada por el Presidente de la República, Encargada de Despacho»).
Она была утверждена 67 голосами «за» и 11 — «против» при 6 отсутствующих из 84 голосов. Она официально вступила в свои президентские полномочия 1 декабря, и различные СМИ описывали её как первую женщину во главе Сальвадора, хоть и в качестве исполняющей обязанности; она сохранит свои полномочия до инаугурации следующего президента 1 июня 2024 года. Председатель Законодательной ассамблеи Кастро и Гильермо Гальегос, депутат от Широкого альянса за национальное единство, противоречили друг другу относительно того, была ли Родригес приведена к присяге или нет. Кастро утверждал, что она была приведена к присяге, хотя и не публично, заявив, что «это не обязательно должно было быть публичным» («no tenía que ser pública»). Между тем, Гальегос утверждал, что она не была приведена к присяге, поскольку «она просто назначена президентом, […] было определено, что в приведении к присяге не было необходимости» («ella es simplemente la designada del presidente, […] se determinó que no era necesario el juramentarla»).
Назначение Родригес назначенным президентом для временного исполнения президентских обязанностей и полномочий подверглось критике со стороны различных юристов, оппозиционных политиков и аналитиков. Эктор Сильва, кандидат от партии «Нуэстро Тьемпо» на пост мэра Сан-Сальвадора, написал на X: «Нынешнее состояние демократии в Сальвадоре: пост президента Республики займёт человек, за которого никто никогда не голосовал» («Фактическая демократия в Сальвадоре: должностное лицо президента Республики занимает должность персоны, которая не хочет голосовать»). Депутат Законодательной ассамблеи от Националистического республиканского альянса (ARENA) Сесар Рейес описал Родригес как члена «ближайшего окружения президента Букеле» («círculo mas intimo del presidente Bukele») и «очень неизвестного профиля для всех» («un perfil que no era muy conocido para todos»), которого «они поставили охранять трон [президентство]» («pusieron para que cuidara el trono»). Политический аналитик Карлос Араужо заявил, что «Только наивный человек мог бы поверить, что [Родригес] собирается править, он [Букеле] не собирается отказываться от власти, он будет участвовать в пересмотре того, что делают его министры. Просьба об отпуске — это всего лишь видимость». Экономист Джулия Мартинес заявила, что «Букеле никому не позволит разрушить то, что он сделал, и именно поэтому он предложил [Родригес], что она является частью его круга контроля». Адвокат Энрике Анайя написал на X, что «если назначенная леди [Родригес] действительно осуществляет власть на своём посту, она является узурпатором, а не исполняющим обязанности президента» («si la sra designada ejerce el cargo de hecho, será una USURPADORA, y no una presidenta en funciones»). Рикардо Вакерано, сальвадорский журналист-расследователь, заявил, что исполняющий обязанности президента должен быть депутатом Законодательной ассамблеи, а поскольку Родригес не является депутатом, он утверждал, что в результате «в данный момент в Сальвадоре нет президента». Согласно некоторым уличным интервью, проведённым в Сан-Сальвадоре «Голосом Америки», некоторые сальвадорцы сомневаются, что Родригес действительно будет управлять страной и что вместо этого Букеле будет управлять через Родригес.
17 декабря 2023 года Родригес приняла отставку Моисеса Кабреры, председателя совета директоров Банка развития Сальвадора. 22 декабря она назначила Нельсона Риваса преемником Кабреры.

## Личная жизнь
Брат Родригес, Дуглас Родригес Фуэнтес, в настоящее время является президентом Центрального резервного банка Сальвадора, занимая этот пост с 19 сентября 2020 года.